# Moreuil
Moreuil là một xã ở tỉnh Somme, vùng Hauts-de-France, Pháp.

## Địa lý
Thị trấn này tọa lạc trên đường D920 và đường D935, khoảng 13 dặm Anh về phía đông nam của Amiens, bên hai bờ sông Avre.

## Dân số
| 1700                                                           | 1890 | 1896 | 1962 | 1968 | 1975 | 1982 | 1990 | 1999 |
| -------------------------------------------------------------- | ---- | ---- | ---- | ---- | ---- | ---- | ---- | ---- |
| 1375                                                           | 3371 | 3347 | 3586 | 3647 | 4099 | 4203 | 4156 | 4106 |
| Số liệu điều tra dân số từ năm 1962, dân số không tính hai lần |      |      |      |      |      |      |      |      |

## Địa điểm nổi bật
- Nhà thờ
- Toà thị chính
- Đài tưởng niệm chiến tranh

## Nhân vật nổi bật
- Jean Leclerc, 1587 - 1617, nhà lập pháp ở Paris.